# Ted Sutherland
Ted Sutherland (New York, 16 marzo 1997) è un attore statunitense, noto per aver interpretato il ruolo di Percy nella serie The Walking Dead: World Beyond..

## Biografia
Ted Sutherland nasce il 16 marzo 1997 a New York. Esordisce come attore nel 2011 nel film per la televisione Family Album. Nel 2013 recita nel suo primo lungometraggio, Gigolò per caso, diretto da John Turturro.
In televisione recita in diverse serie televisive, come: Eye Candy, Law & Order - Unità vittime speciali, Madam Secretary, The Deuce - La via del porno e FBI. Nel 2018 venne ingaggiato per interpretare il ruolo di Simon Saunders nella serie televisiva Rise e interpreta in motion capture il personaggio di Jack Marston nel videogioco Red Dead Redemption II. Nel 2019 appare nell'episodio Cult Patrol, della serie televisiva Doom Patrol, ispirata ai personaggi omonimi dei fumetti DC Comics, nei panni di Elliot Patterson, l'eletto del culto del Decreatore.
Nel 2020 viene scelto per il ruolo di Percy nella serie The Walking Dead: World Beyond. Nel 2021 recita nei film Fear Street Parte 2: 1978 e Fear Street Parte 3: 1666, entrambi diretti da Leigh Janiak.

## Filmografia parziale

### Cinema
- Alan Smithee, regia di Crobin - cortometraggio (2012)
- American Girl, regia di Jason Shahinfar - cortometraggio (2013)
- Gigolò per caso (Fading Gigolo), regia di John Turturro (2013)
- Dovid Meyer, regia di Paul Mones (2013)
- Damnation: The Flashback, regia di Reno Dakota - cortometraggio (2015)
- Miyubi, regia di Félix Lajeunesse - cortometraggio (2017)
- Fear Street Parte 2: 1978 (Fear Street Part Two: 1978), regia di Leigh Janiak (2021)
- Fear Street Parte 3: 1666 (Fear Street Part Three: 1666), regia di Leigh Janiak (2021)

### Televisione
- Family Album, regia di Shawn Levy – film TV (2011)
- Eye Candy – serie TV, 1 episodio (2015)
- Ciak, si canta (Fan Girl ), regia di Paul Jarrett – film TV (2015)
- Law & Order - Unità vittime speciali (Law & Order: Special Victims Unit) – serie TV, 2 episodi (2016-2019)
- Madam Secretary – serie TV, 1 episodio (2017)
- The Deuce - La via del porno (The Deuce) – serie TV, 1 episodio (2017)
- Rise – serie TV, 10 episodi (2018)
- Doom Patrol – serie TV, episodi 1x04-1x05 (2019)
- Instinct – serie TV, 1 episodio (2019)
- FBI – serie TV, 1 episodio (2019)
- The Walking Dead: World Beyond – serie TV, 14 episodi (2020-2021)

### Videogiochi
- Red Dead Redemption II (2018)

## Doppiatori italiani
Nelle versioni in italiano delle opere in cui ha recitato, Ted Sutherland è stato doppiato da:
- Riccardo Suarez in Rise
- Alex Polidori in The Walking Dead: World Beyond